# Daniela Goggi (directora)
Daniela Goggi (Buenos Aires, 1976) es directora y guionista argentina.

## Biografía
Goggi estudió en la Universidad del Cine, donde se graduó como profesora de cine. Ha dirigido varios cortometrajes a lo largo de su carrera, ha trabajado como ayudante de producción en diversas películas y colabora en la revista de crítica cinematográfica KM 111. Goggi también imparte clases en la Universidad del Cine y en otras instituciones.
Su debut en el cine llegó con Días de mucho, vísperas de nada (2007), una película que desde su argumento, una mujer que espera una biopsia de útero, hasta la formación del equipo hace hincapié en el mundo femenino. El guion obtuvo la Mención Especial del Jurado para un primer o segundo largometraje del INCAA.
Su cuarto largometraje El rapto (2023) tuvo su estreno mundial en festivales de primer nivel como el Festival de Venecia y Festival de Toronto, siendo la primera vez que una película de la directora es elegida para competir en certámenes de clase A.

## Filmografía

### Cine
- Días de mucho, vísperas de nada (2007)
- Abzurdah (2015)
- El hilo rojo (2016)
- El rapto (2023)

### Series
- Mi señora es una espía (2007)
- Entre horas (2012)
- María Marta, el crimen del country (2022)